# Zádor (Hungria)
Zádor é uma vila da Hungria, situada no condado de Baranya. Tem 15,22 km² de área e sua população em 2019 foi estimada em 311 habitantes.